# Dhariawad
Dhariawad és una concentració de població designada pel cens al Districte de Pratabgarh en l'estat del Rajasthan, Índia.
En el passat fou una de les thikanes feudatàries de Mewar o Udaipur. Es va fundar a la meitat del segle XVI per Kunwar Sahasmal, segon fill del maharana Pratap Singh d'Udaipur i, per tant, un rajput sisòdia del clan Ranawat amb títol de kunwar després canviat a rawat.

## Llista de kunwars i rawats
- Kunwar SAHAS MAL
- Kunwar BHUPAT RAM (fill)
- Kunwar KESRI SINGH I
- Kunwar VIRAM DEO
- Kunwar VIJAI SINGH I
- Kunwar BAKHAT SINGH
- Kunwar SAKAT SINGH
- Rawat JODH SINGH
- Rawat SURAJ MAL
- Rawat PREM SINGH
- Rawat RAI SINGH
- Rawat RAGHUNATH SINGH
- Rawat BAKHTAWAR SINGH
- Rawat VIJAI SINGH II
- Rawat KESRI SINGH II
- Rawat PRATAP SINGH
- Rawat JASWANT SINGH
- Rawat KHUMAN SINGH